# Yevgeni Shlyakov
Bản mẫu:Eastern Slavic name
Yevgeni Igorevich Shlyakov (tiếng Nga: Евгений Игоревич Шляков; sinh ngày 30 tháng 8 năm 1991) là một cầu thủ bóng đá người Nga. Anh thi đấu cho F.K. Tambov.